# Condado de Floyd (Indiana)
O Condado de Floyd é um dos 92 condados do Estado americano de Indiana. A sede do condado é New Albany, e sua maior cidade é New Albany. O condado possui uma área de 384 km² (dos quais 1 km² estão cobertos por água), uma população de 70 823 habitantes, e uma densidade populacional de 185 hab/km² (segundo o censo nacional de 2000). O condado foi fundado em 1819.